# Krzysztof Kolberger
Krzysztof Kolberger (13 de agosto de 1950 - 7 de janeiro de 2011) foi um ator e diretor de teatro polonês. Ele é pai da atriz Julia Kolberger, sua filha com a ex-esposa Anna Romantowska. Em 2008, recebeu o Gold Medal for Merit to Culture – Gloria Artis